# Дімона
Дімона (івр. דִּימוֹנָה) — місто в Ізраїлі, у пустелі Негев, за 36 км на південь від міста Беер-Шева і за 35 км на захід від Мертвого моря. Чисельність населення — близько 37 тис. чоловік.

## Історія
Місто було засноване в 1955 як поселення для працівників фосфатних розробок і виробництва поташу в районі Мертвого моря. Більшість населення становлять вихідці з Північної Африки.

## Економіка
В самому місті знаходяться текстильний завод «Кітан» і завод танталових конденсаторів концерну «Vishay». Багато жителів Дімони їздять працювати на узбережжя Мертвого моря, де знаходяться основні ізраїльські родовища корисних копалини: поташ, бром, йод, магній та інші, поблизу від яких розташовані крупні переробні підприємства — «Заводи Мертвого моря», «Фосфати» і інші, а також розташовані численні готелі. Поблизу від Дімони знаходиться Центр ядерних досліджень Негев, з яким зв'язують виробництво Ізраїлем ядерної зброї.

## Видатні пам'ятки
За декілька кілометрів на північ від міста знаходиться археологічний парк Мамшит — руїни стародавнього міста набатеїв.